# Salată de vinete
La salată de vinete (in italiano insalata di melanzane) è un piatto tipico della cucina romena. È un antipasto a base di polpa di melanzane condita con olio, succo di limone e maionese.

## Preparazione

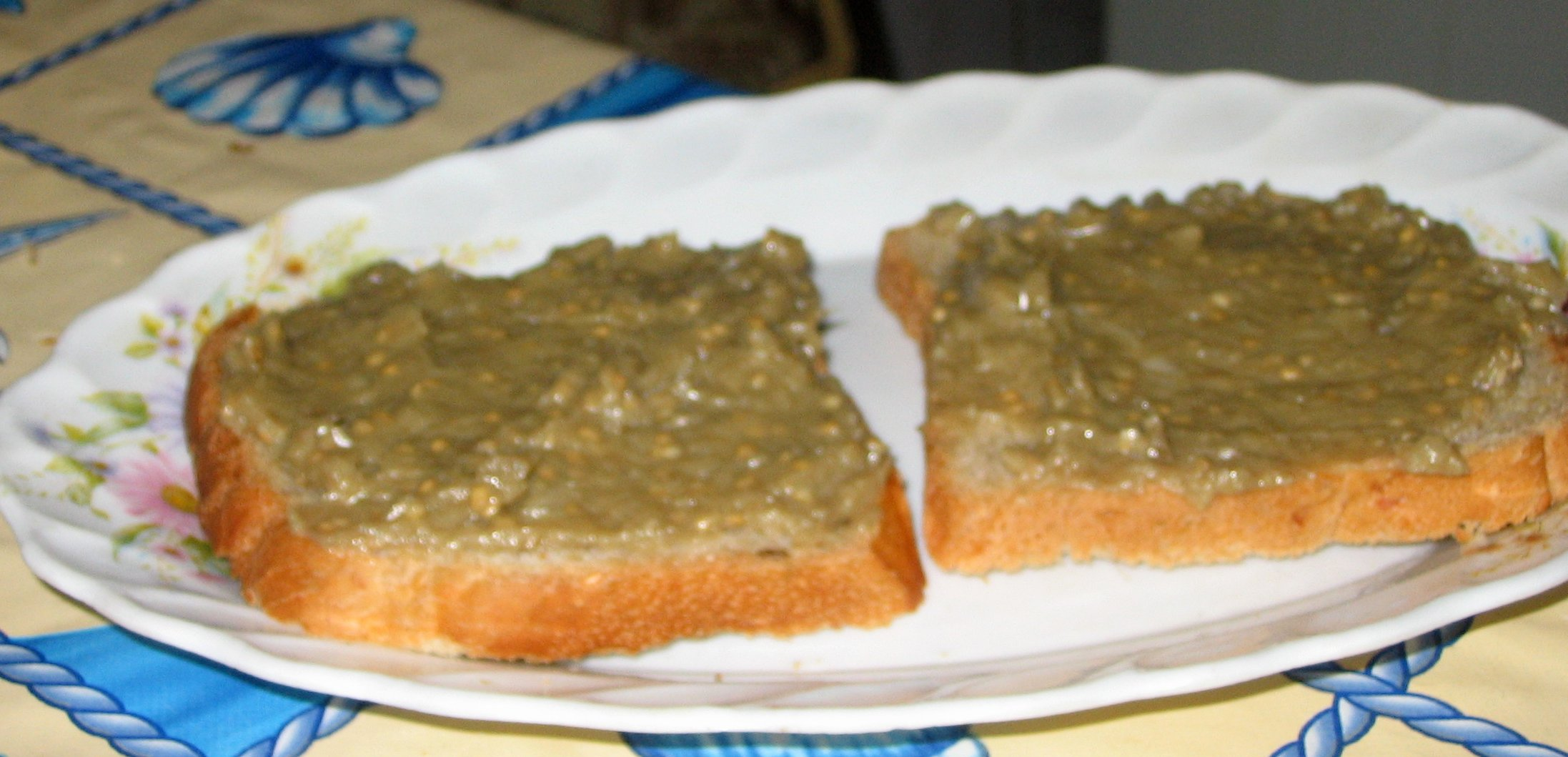
Salată de vinete spalmata su fette di pane bianco

Le melanzane vengono prima cotte alla piastra o nel forno fino a quando la buccia non è bruciata, poi immerse in acqua fredda e sbucciate. Si mettono quindi ad asciugare su un piano in legno.
Le melanzane vengono infine tritate a coltello e condite con succo di limone (in alternativa aceto), olio, sale, pepe e senape.
Spesso, in alternativa alla senape, la melanzana viene mescolata con del tuorlo d'uovo, con la Mujdei (una salsa a base di aglio) o con della maionese.
La salată de vinete viene solitamente servita con fette di pomodoro, cipolla tagliata a dadini e formaggio Telemea.